# Juranville
Juranville är en kommun i departementet Loiret i regionen Centre-Val de Loire strax norr Frankrikes mitt. Kommunen ligger i kantonen Beaune-la-Rolande som tillhör arrondissementet Pithiviers. År 2022 hade Juranville 435 invånare.

## Befolkningsutveckling
Antalet invånare i kommunen Juranville
| Referens: INSEE |